# Tunilla soehrensii
Tunilla soehrensii är en kaktusväxtart som först beskrevs av Nathaniel Lord Britton och Joseph Nelson Rose, och fick sitt nu gällande namn av David Richard Hunt och Iliff. Tunilla soehrensii ingår i släktet Tunilla och familjen kaktusväxter. Inga underarter finns listade i Catalogue of Life.

## Bildgalleri

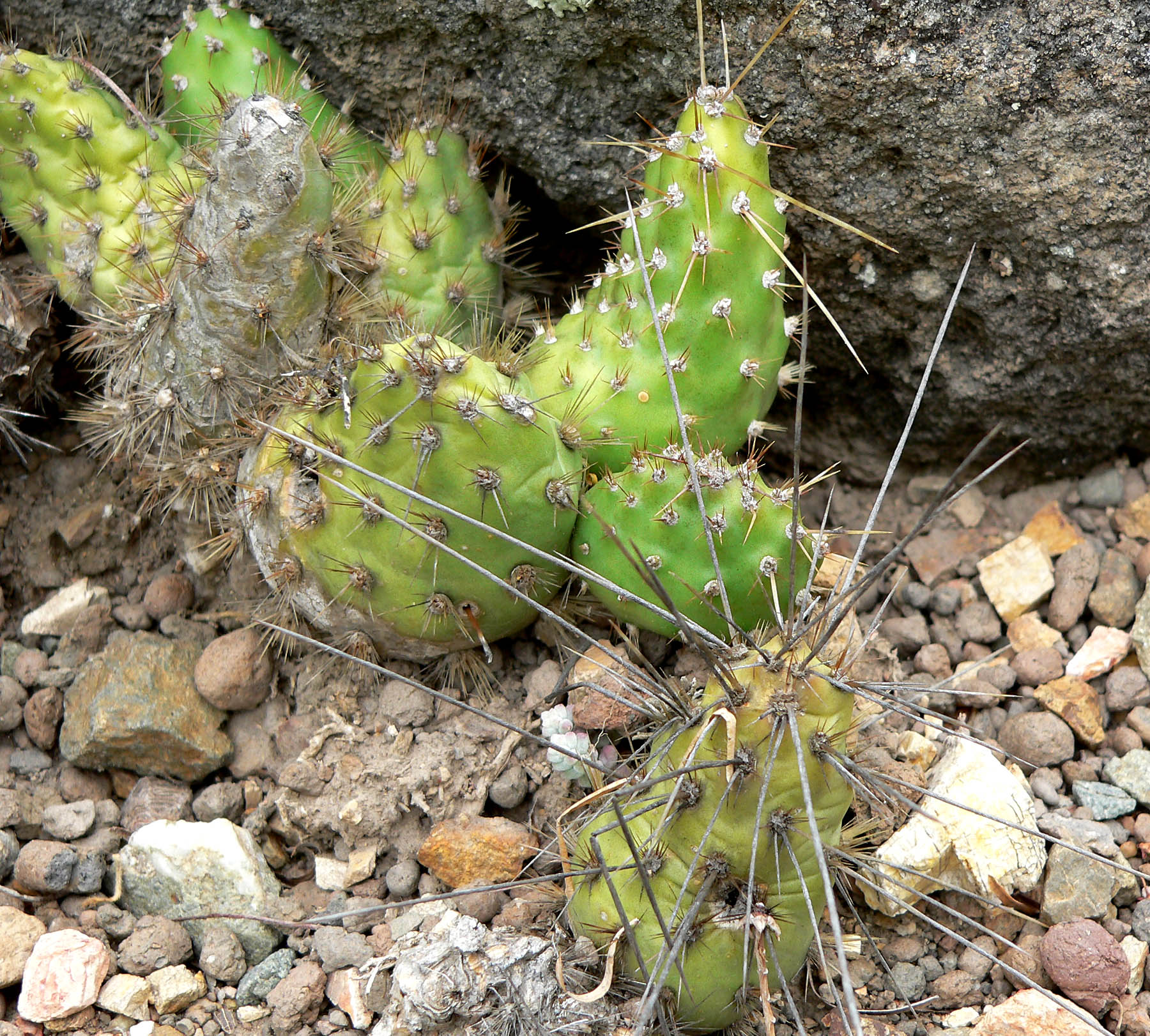
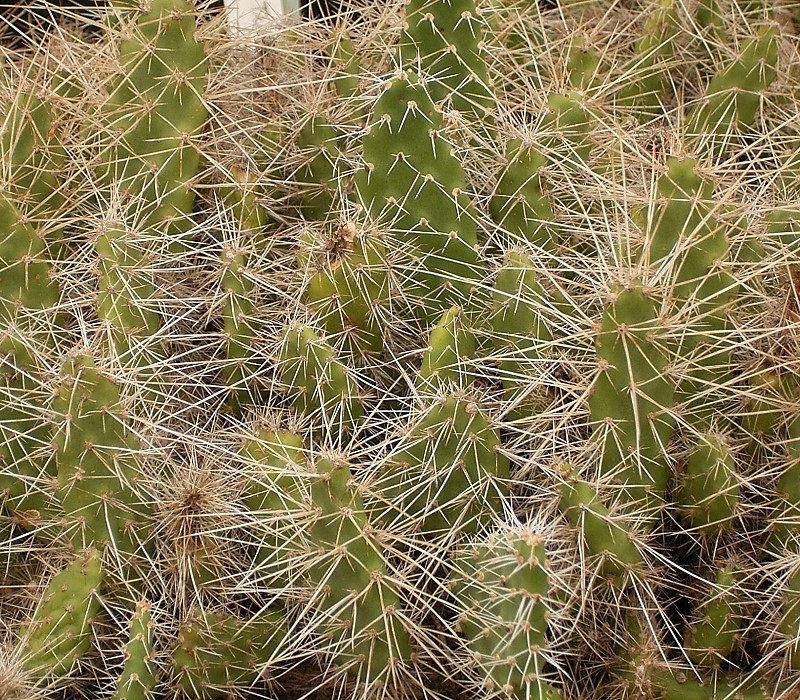
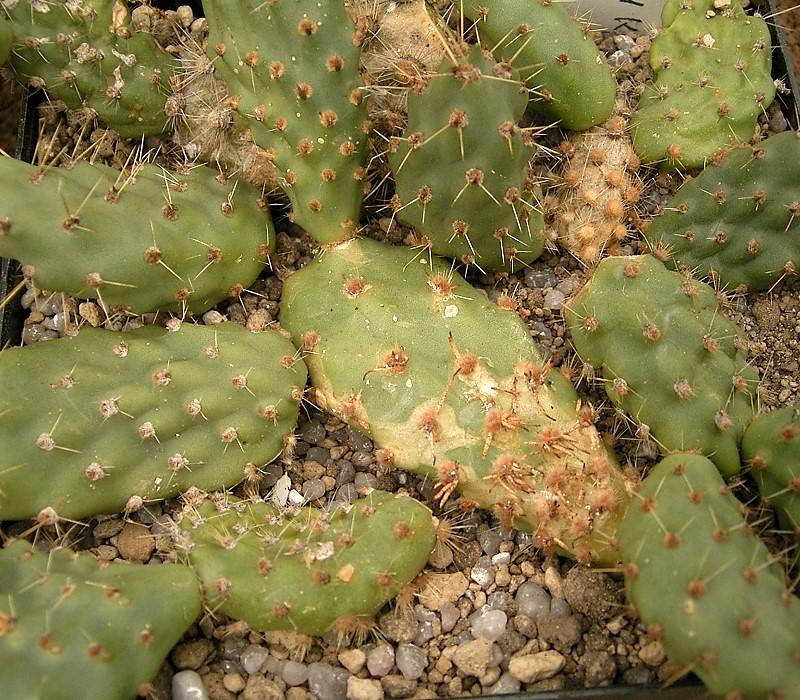
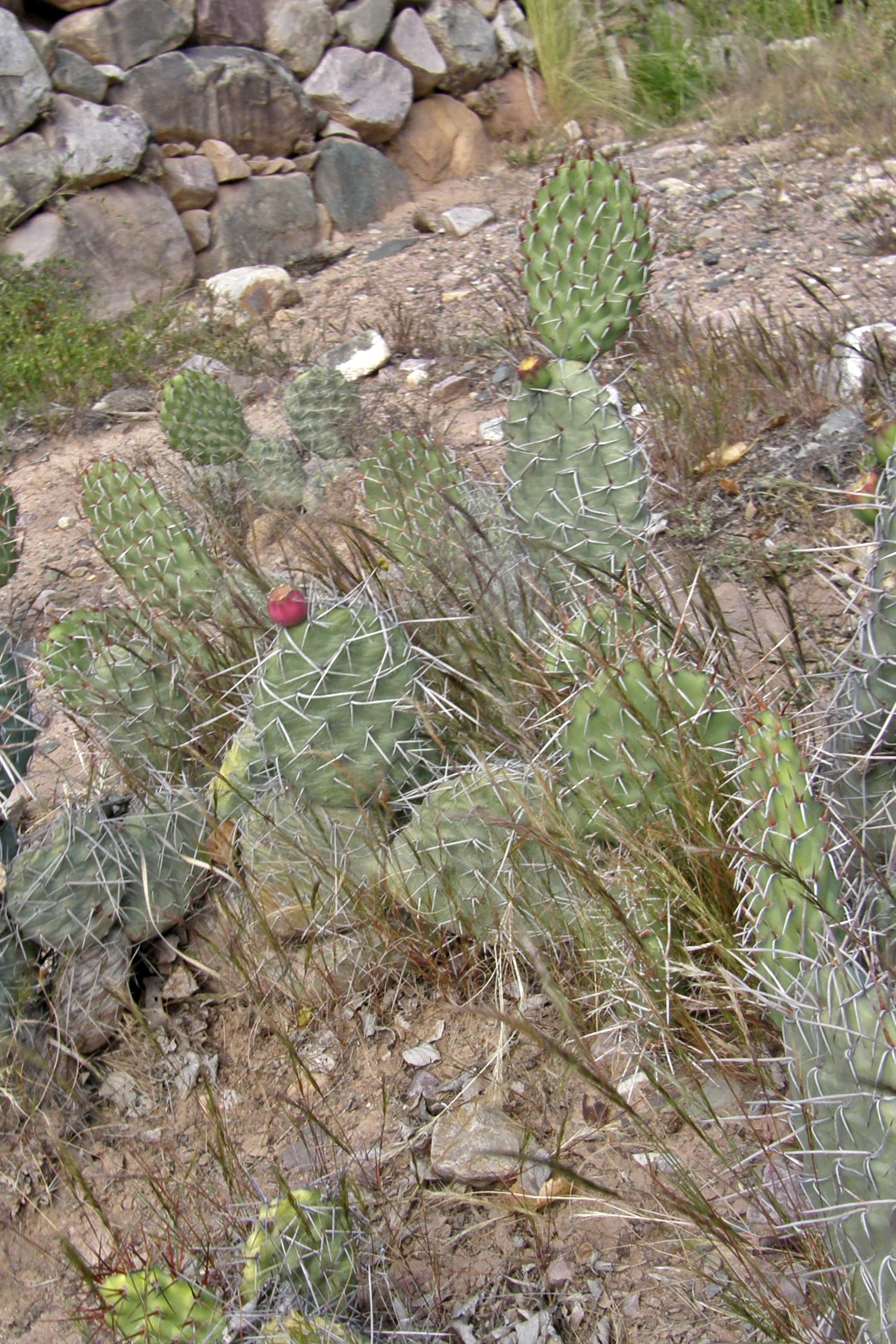